# 南庄郷

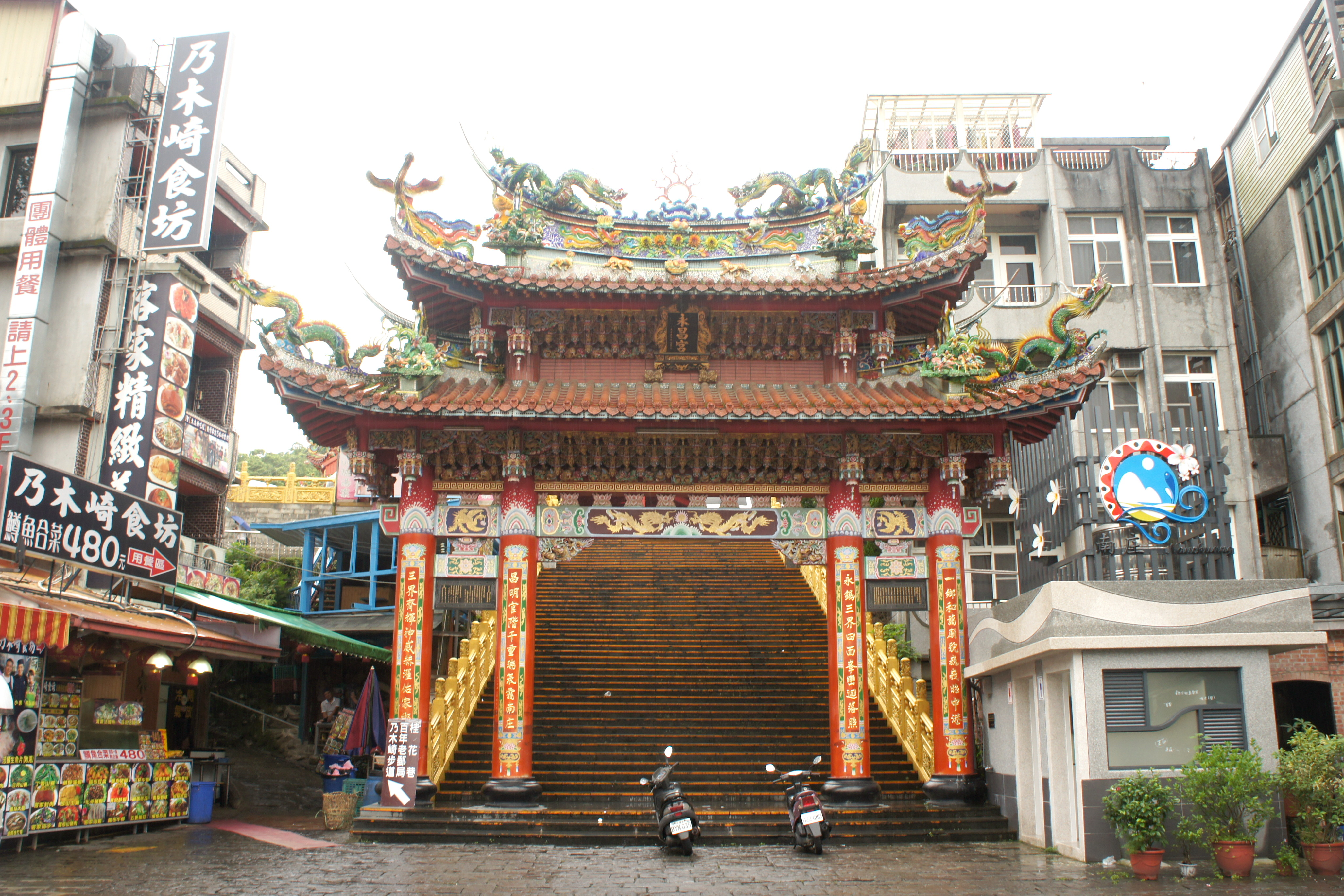
南庄老街にある永昌宮

南庄郷（ナンジュアン/なんしょう-きょう）は台湾の苗栗県の郷のひとつで、苗栗県の東北に位置している。

## 概要
住民は客家人が最も多く、次いで福佬(または閩南人、福建系本省人)、原住民のタイヤル族(泰雅族)とサイシャット族(賽夏族)である。西側にある中央山脈のために年間降雨量は少なく、雨期は5月～9月頃である。

## 歴史
南庄はかつて林業と炭鉱業で栄えた街で、1950年頃には20数社の採掘企業があったが1970年代から炭鉱業が衰退しはじめ、最盛期には4万人程あった人口が現在では1万人程まで減少した。現在は自然を生かした観光リゾート、グリーンツーリズムの南江休閒農業區に力を入れている。

## 行政区
| 里                                                                 |
| ------------------------------------------------------------------ |
| 東村、西村、田美村、獅山村、南富村、員林村、東河村、南江村、蓬莱村 |

## 歴代郷長
| 代 | 氏名   | 任期 |
| -- | ------ | ---- |
|    | 李清枝 |      |
|    | 賴盛為 |      |

## 教育

### 国民中学
- 苗栗県立南庄国民中学

### 国民小学
- 苗栗県立田美国民小学
- 苗栗県立東河国民小学
- 苗栗県立南埔国民小学
- 苗栗県立蓬莱国民小学
- 苗栗県立南庄国民小学

## 交通
| 種別 | 路線名称     | その他                                         |
| ---- | ------------ | ---------------------------------------------- |
| バス | 苗栗汽車客運 | 南庄停留所（竹南、頭份等と連絡）               |
| 県道 | 124号        |                                                |
| 郷道 | 苗20線       | 下員林 - 獅山村 - 百段崎                       |
| 郷道 | 苗21線       | 南庄市区 - 東河 - 鹿場(往路は加里山を必ず通る) |
| 郷道 | 苗23線       | 橫屏背 - 向天湖                                |
| 省道 | 台3線        |                                                |

このほか、台湾行バス周遊路線が竹南駅－頭份鎮－獅頭山－南庄、南庄－向天湖、南庄－蓬莱－仙山間で試験運行中。

## 観光

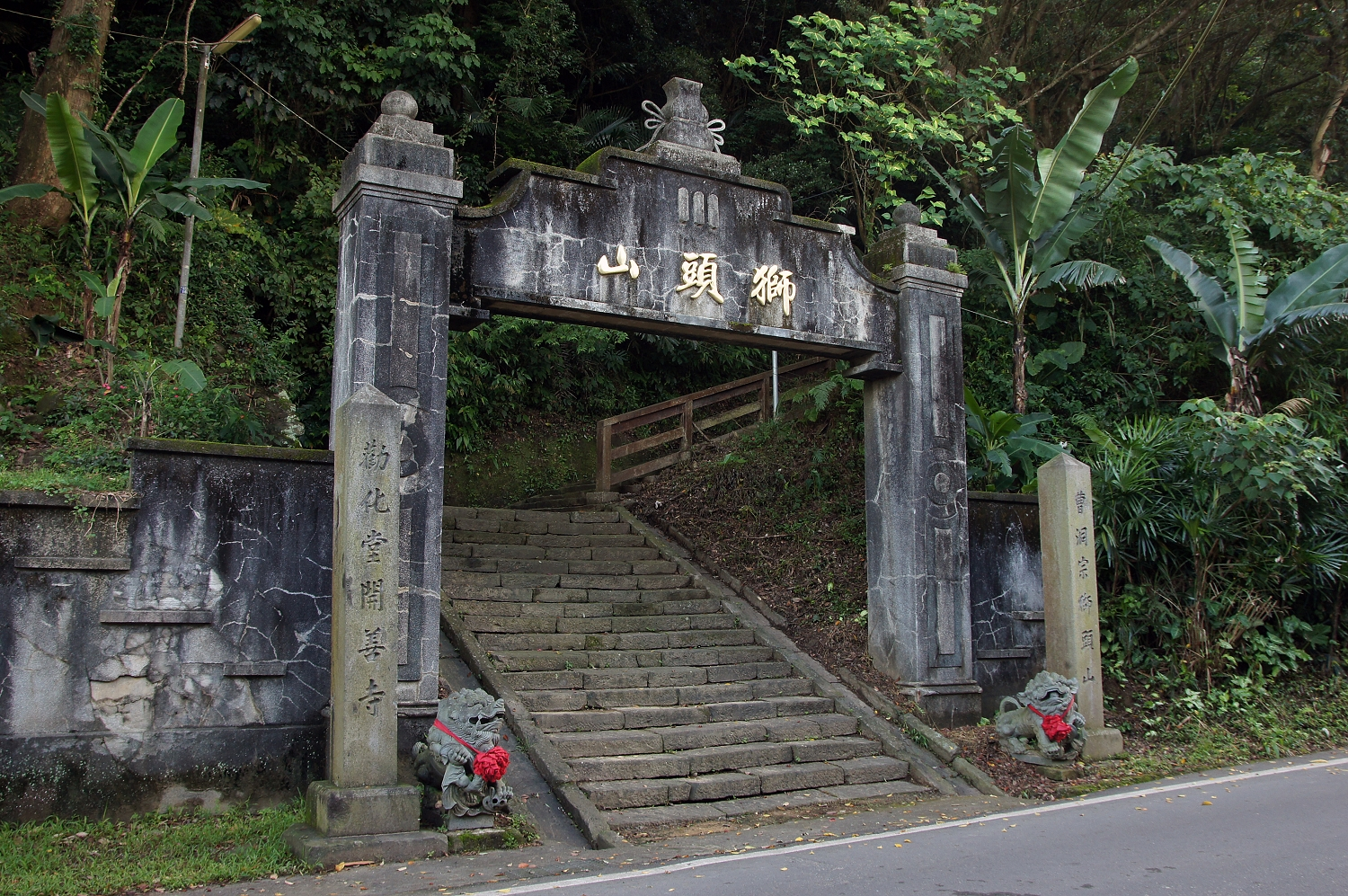
獅頭山の獅山古道登山口

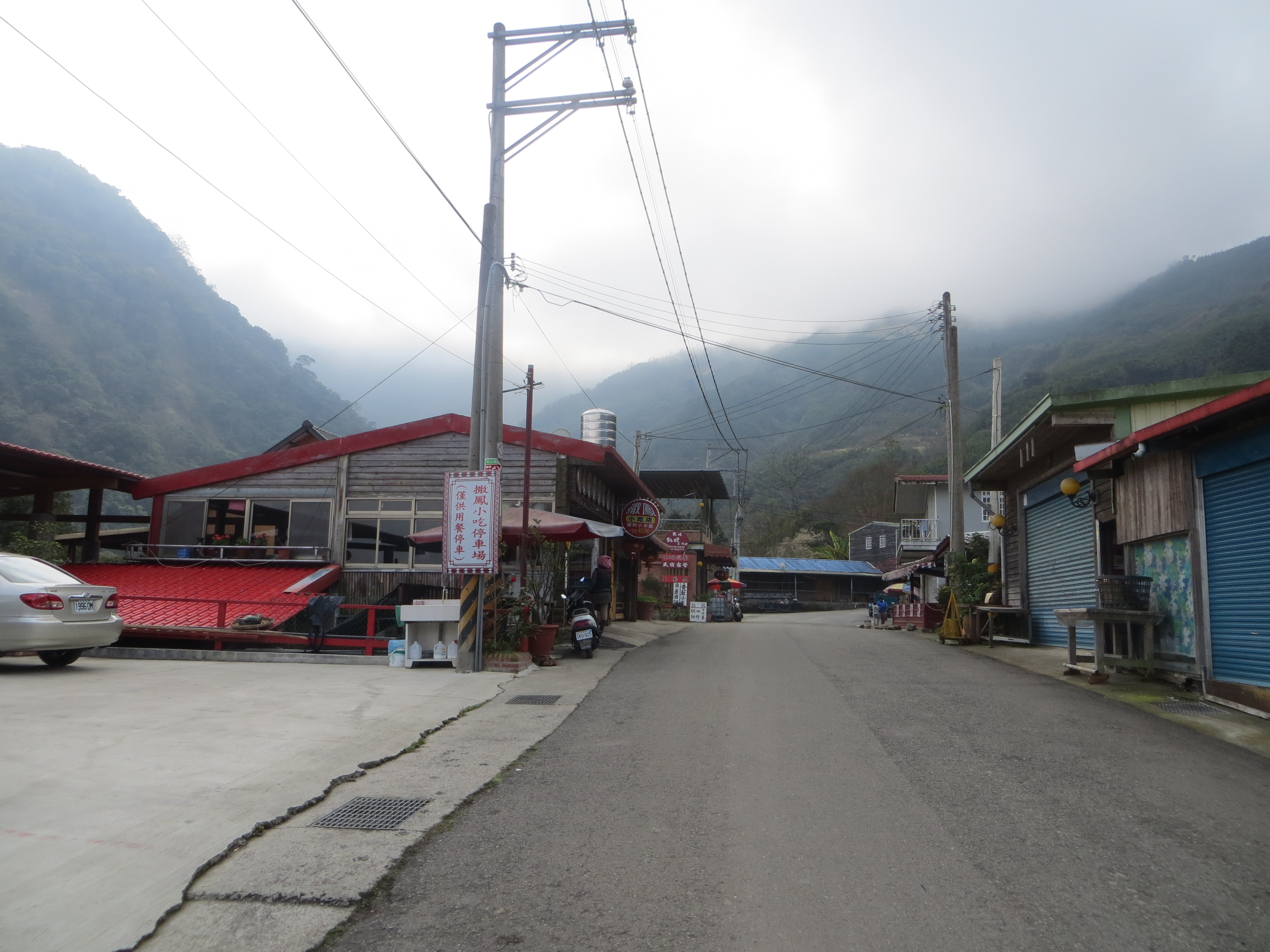
鹿場集落

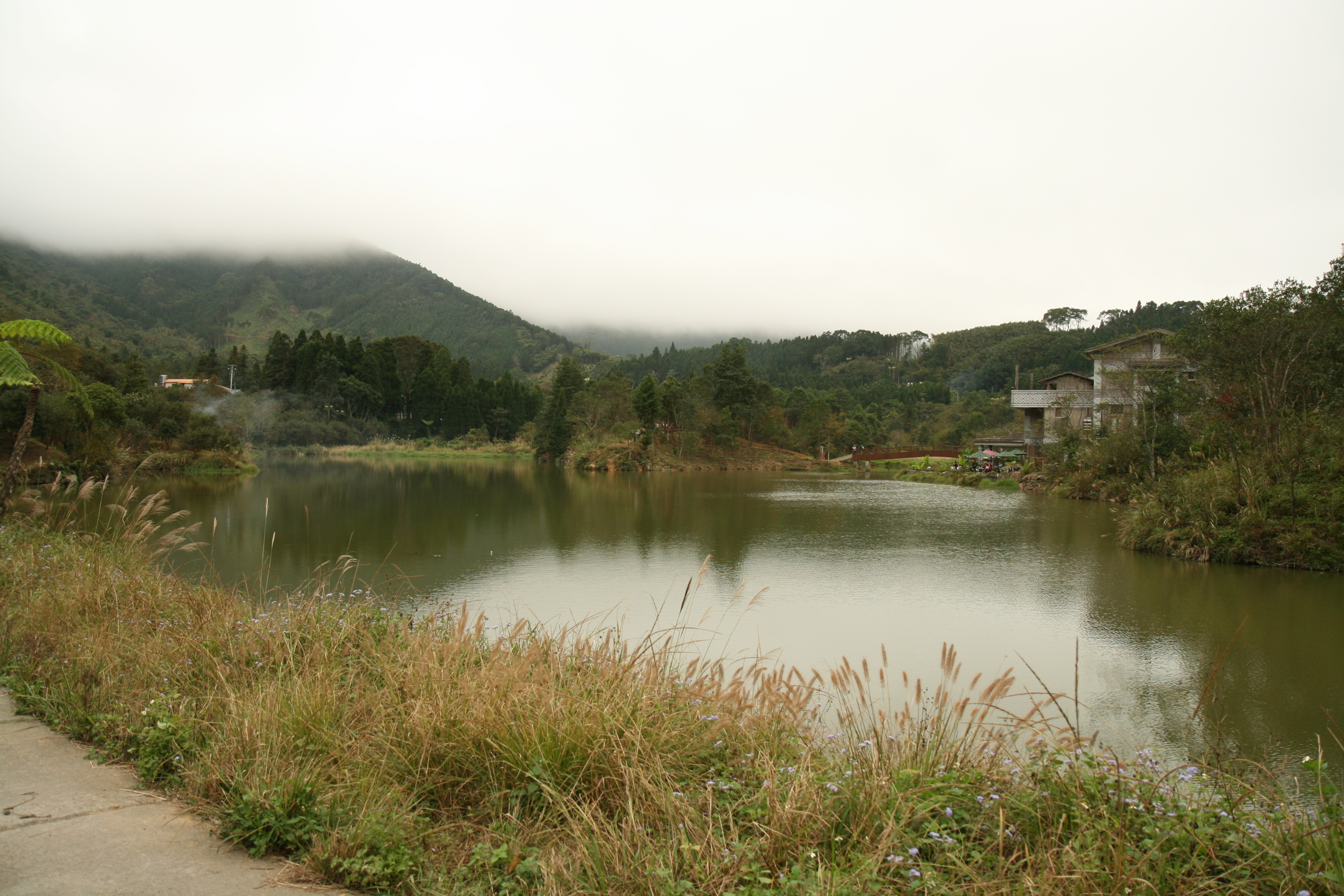
向天湖

- 南庄老街（中国語版）: 南庄東村に位置する商店街。
  - 桂花巷
- 南庄郵便局（中国語版）: 日本が台湾を統治していた1899年(明治32年)に建てられた木造建築で、1935年の新竹・台中地震の後に再建された。
- 乃木崎: 乃木希典にちなんでいる石段。
- 加里山: 海抜2,220mの台湾では中級の山で、中港川、後龍川の源流は加里山山脈の鹿場大山に有り、苗栗の母なる山として親しまれ、その登山口は鹿場にある。
- 鹿場大山（中国語版）
- 南庄郷東河村瓦禄産業文化会館
- 向天湖: 台湾原住民サイシャット族部落。
  - サイシャット族民俗文化財館
- 八卦力: サイシャット族原住民部落。
- 鹿場: 台湾原住民タイヤル族部落。
- 一葉蘭保護区
- 蓬莱渓自然生態園区: 護魚歩道
- 蓬莱派出所
- 獅頭山風景区
  - 獅頭山牌楼
- 三角湖
- 鳥嘴山（中国語版）
- 神仙縦走: 神桌山—仙山
- 古道群: 南庄郷には18の古道があり、登山やハイキングのコースとなっている。
- ホタル鑑賞：3月から7月。4月、5月が見ごろ
- アブラギリの花鑑賞：4月、5月が見ごろ
- 巴斯達隘祭(矮霊祭)：サイシャット族の先祖祭祀行事。隔年(西暦の偶数年)の旧暦10月15日ごろ開催

## 経済

### 特産
ニジマス、粟酒（小米酒）、地鶏、茶、高原野菜、蜂蜜、シイタケ、桂竹タケノコ、キンモクセイ加工品、干し柿、客家料理・客家点心